# Het doek valt
Het doek valt (originele Engelse titel: Curtain: Poirot's Last Case) is een detectiveroman van Agatha Christie gepubliceerd in september 1975. Christie schreef de roman in de vroege jaren 40, maar hield hem meer dan 30 jaar in een kluis, om een goed einde te hebben voor de reeks Poirot-romans. De laatste hoofdstukken gaan over de dood van Hercule Poirot.

## Verhaal
Hercule Poirot heeft last van artritis en ziet zijn oude vriend kapitein Hastings terug, die nu weduwnaar is. Ze krijgen een brief van Styles Court, waar ze ooit hun eerste moord samen oplosten, en besluiten de zaak op te nemen. Poirot beweert dat een van de onschuldig lijkende gasten, die hij aanduidt met "X", een moordenaar is, die al zonder enige verdenking vijf andere moorden heeft laten plegen. Telkens was er een duidelijke verdachte en vier daarvan zijn ondertussen veroordeeld. Poirot beschrijft X als iemand die telkens aanwezig is bij de misdaad en kennelijk ook de drijvende kracht erachter is.
In het hotel bevinden zich dokter Franklin, zijn vrouw, en haar verpleegster, de dochter van Hastings die Franklins assistente is, een casanova met de naam Allerton, een 30-jarige Miss Cole, een vogelliefhebber Norton, een bekende jager Boyd Carrington, Hercule Poirot en zijn nieuwe knecht Curtiss en ten slotte kolonel Luttrell en zijn vrouw, de eigenaars.
Al snel zijn er enkele incidenten: mevrouw Luttrell wordt bijna per ongeluk doodgeschoten door haar man, mevrouw Franklin wordt dodelijk vergiftigd (volgens de getuigenis van Poirot voor een jury heeft hij haar het gif zien stelen, waardoor het lijkt op zelfmoord). Hastings, die overtuigd is dat Allerton zijn dochter gaat verleiden, staat op het punt zelf Allerton te vergiftigen, maar valt in slaap en herwint zijn gezond verstand de volgende morgen.
Men vindt Norton dood in zijn afgesloten kamer, met een kogelgat in zijn voorhoofd en het pistool naast hem. En ook Hercule Poirot wordt dood aangetroffen, overleden aan een hartaanval, buiten het bereik van zijn medicijnen. Een groot mysterie.
Na vier maanden ontvangt Hastings een postume brief van Hercule Poirot via zijn advocaten, die het totale mysterie ontrafelt.

## Verfilming
Curtain: Poirots Last Case werd in 2013 verfilmd als onderdeel van de televisieserie Agatha Christie's Poirot. Het is de laatste aflevering van de televisieserie. Het verhaal in de film is (vrijwel) hetzelfde als in het boek.